# Nijmeegsche Studenten Schiet Vereeniging Het Vendel
De Nijmeegsche Studenten Schiet Vereeniging Het Vendel is een Nederlandse Studentenweerbaarheid, gevestigd in Nijmegen. De vereniging is sinds 1972 een ondervereniging van de N.S.V. Carolus Magnus. Het moederregiment van de N.S.S.V. Het Vendel is het Regiment Stoottroepen Prins Bernhard.

## Geschiedenis
N.S.S.V. Het Vendel is opgericht op 1 januari 1931 als onderdeel van de burgerwacht. Op 1 juni 1940 is Het Vendel ontbonden op last van de Duitse bezetter. Per 1 november 1945 werd de vereniging heropgericht als onderdeel van de Nationale Reserve. Twee jaar later werd de vereniging echter weer ontbonden. In 1961 werd Het Vendel wederom heropgericht, maar nu als ondervereniging van de S.S.N. Roland, wat in 1972 met de S.V.N. Meisjesclub zou fuseren tot Carolus Magnus. Na een slapend bestaan in de jaren 70 leefde Het Vendel in de jaren 80 weer op.
Drie jaar na de heroprichting van 1961 besloten de leden tot het ontwerpen van een ceremonieel tenue, en werden er enkele exemplaren op proef gemaakt. Tot het laten maken van gala-tenues voor de hele vereniging kwam het echter niet. Pas in 2013 zou de vereniging daadwerkelijk over ceremoniële uniformen beschikken. Hierdoor werd het mogelijk om mee te doen aan de erehaag van studentenweerbaarheden op het Binnenhof tijdens Prinsjesdag. De vereniging liet dat jaar echter verstek gaan, wegens te weinig aanmeldingen van leden voor het willen vormen van deze erehaag. In 2014 was Het Vendel wel van de partij.

## Activiteiten
Maandelijks zijn er schietdagen waarmee er geoefend wordt met de Diemaco C7 en de Glock. Voorheen werd de karabijn gebruikt. Ook wordt jaarlijks met bepakking meegelopen in de Nijmeegse Vierdaagse, waar op de slotdag gefinisht wordt in vol tenue. Sinds 2014 participeert de vereniging in de erehaag van studentenweerbaarheden op het Binnenhof tijdens Prinsjesdag.
Zie ook: Weerbaar en Student · Weerbaarhedenlied · Prins Bernhardtrofee